# Estádio Municipal José Rocha
O Estádio Municipal José Rocha, apelidado de Maracanã do Sertão, é um estádio de futebol do município de Jacobina, no estado da Bahia, que atende jogos do campeonato baiano de futebol profissional masculino.
Inaugurado em 1957, ele é um dos estádios mais antigos do interior da Bahia, possuindo a capacidade para 5.000 pessoas e, desde 2014, vem recebendo jogos de futebol profissional das equipes do Jacobina Esporte Clube e do Jacobinense Esporte Clube.